# Jean V. de Bueil
Jean V. de Bueil (* 1406; † Juli 1477 in Vaujours), die Geißel der Engländer (französisch: le Fléau des Anglais) genannt, bekleidete von 1450 bis 1461 das Amt des Admirals von Frankreich. Durch seine familiäre Abstammung war er zudem Graf von Sancerre, Vizegraf von Carentan, Herr von Montrésor, Château-la-Vallière, Saint-Calais, Vaujours, Ussé und Vailly-sur-Sauldre.

## Leben

Das Wappen Jeans V. de Bueil.

Jean V. war der Sohn Jeans IV. aus dem Haus Bueil und dessen Frau Margarete Dauphine von Auvergne, Erbin der Grafschaft Sancerre.
1428 wurde er zum Kapitän von Tours ernannt, später zum Generalkapitän des Königs im Anjou und in Maine. Gemeinsam mit Jeanne d’Arc erreichte er die Übergabe von Orléans. Er begleitete König Karl VII. zur Krönung nach Reims, nahm an mehreren wichtigen Feldzügen teil – zum Beispiel 1444 an der Schlacht bei St. Jakob an der Birs – und wurde 1450 zum Großadmiral von Frankreich ernannt. 1453 nahm er an der Schlacht bei Castillon teil.
Jean V. war außerdem Ratgeber und Kammerherr des Königs Ludwig XI. Nachdem er von diesem 1461 abgesetzt worden war, trat er 1465 der Ligue du Bien public bei, konnte aber 1469 die Gunst des Königs zurückgewinnen.
In erster Ehe heiratete er Jeanne de Montéjean, in zweiter Ehe 1456 Martine Turpin. Sein Sohn Antoine de Bueil heiratete Jeanne de Valois, Tochter König Karls VII. und seiner Mätresse Agnès Sorel.
Jean V. ist der Autor von Le Jouvencel, einem 1466 geschriebenen Bericht über die Belagerung von Orléans zur Erziehung der Jugend. Die Kommentare, um die sein Knappe Jean Tringant diesen Bericht 1483 ergänzte, erlauben es, die vom Admiral genannten Personen zu identifizieren.